# Мультклуб
Мультклуб — сатирический проект, созданный Олегом Миничем и Галиной Сенаторской в 2004 году. Представляет собой серию сатирической мультипликации по актуальным темам белорусской реальности.

## Основные события проекта
В 2005 году автор проекта Олег Минич, координатор «Третьего пути» Павел Морозов и администратор сайта Андрей Обозов, были обвинены по статье Уголовного кодекса Республики Беларусь 362 «Клевета в отношении президента Беларуси» (статья предусматривает уголовное заключение от 2 до 4 лет). Поводом к политически мотивированным преследованиям властей явилось создание сатирической анимации «Мультклуб» о белорусской реальности, где фигурировали персонажи, похожие на Александра Лукашенко и его приближенных. Благодаря вмешательству международной общественности и большому резонансу в прессе обвиняемые избежали ареста.
В дальнейшем авторы проекта создали два отдельных творческих коллектива. Олег Минич работал для телеканала «БелСат» над мультсериалом «Бульбаны». Павел Морозов создал мультипликационную студию «Народное телевидение», которая создала такие продукты, как «Новые белорусские сказки», «Бабушка Агафья», «Агрогородок», «Лас-Бульбас». Андрей Обозов запустил сатирический проект «Белорусская Жаба», прекративший свое существование в 2011 году.
В 2006 году «Мультклуб» принимал участие в ежегодном фестивале искусств и цифровой культуры «Transmediale» в Берлине.
Один из мультфильмов проекта, «Власть свиней», стал основанием для написания научной статьи в журнале «PS: Political Science and Politics». Статья под названием «Web Cartoons in a Closed Society:Animal Farm as an Allegory of Post-Communist Belarus» была опубликована в апреле 2007 г.